# Психология на религията
Психологията на религията е психологическо изследване на религиозните преживявания, вяра и дейности.

## История
Уилям Джеймс
Американският психолог и философ Уилям Джеймс (1842 – 1910) е свързван от повечето психолози на религията като основател на полето. Той служи като президент на Американската психологическа асоциация и написва една от първите книги по психология. В психологията на религията влиянието на Джеймс е силно. Неговата книга „Многообразието на религиозните преживявания“ се смята за класическа работа в това поле.
Джеймс прави разлика между институционална религия и лична религия. Институционалната религия се свързва с религиозните групи или организации и е важна част от културата на обществото. Личната религия, в която индивида има мистични преживявания, може да бъде преживяна въпреки културата. Джеймс е най-заинтересован от разбирането на личните религиозни преживявания. Важността на Джеймс за психологията на религията и за психологията като цяло е трудно да се преувеличи. Той дискутира много важни неща, които остават от жизненоважно значение днес.
В изследването на личните религиозни преживявания Джеймс прави разлика между „трезва“ и „болна“ религиозност. Индивидите предразположени към „трезва“ религиозност игнорират злото в света и се фокусират върху позитивното и доброто. Джеймс използва примера с Уолт Уитман и религиозното движение „Ново мислене“, за да илюстрира здравословното мислене във „Многообразието на религиозните преживявания“. В противоположност индивидите предразположени към „болно“ мислене спрямо религията, те не могат да пренебрегнат злото и страдат, и се нуждяат от обединяващо преживяване, религиозно или друго, за да съгласуват доброто и злото. Джеймс включва и цитати от Лев Толстой и Джон Бънян, за да илюстрира болната душа.
Хипотезите на Уилям Джеймс се разпростират от основите на прагматизма до ефикасността на религията. Ако индивида извършва и вярва в религиозни дейности, а тези действия се случват на работа, тогава тази практика е присъщ избор за индивида. Обаче, ако процесите на религията имат малка ефикасност, тогава няма рационалност в продължаването на практиката.

### Други ранни теоретици

#### Зигмунд Фройд
Зигмунд Фройд (1856 – 1939) дава обяснение на произхода на религията в различни свои книги. В „Тотем и табу“, той прилага идеята за едиповия комплекс (включващ неразрешени сексуални чувства, например, на сина към майката и враждебност към бащата) и постулира, че този комплекс се е появил в най-ранния стадий на човешкото развитие.
В „Мойсей и монотеизмът“ Фройд реконструира библейската история в съгласие със своята основна теория. Идеята му е развита и в книгата „Бъдещето на една илюзия“. Фройд определя религията като илюзия — плод на въображението, от който човек трябва да се освободи, за да постигне зрялост.
Според Фройд идеята за Бог произхожда от образа на бащата, а религиозната вяра е детинска и невротична. Авторитарната религия не е функционална и отчуждава човека от него самия.

#### Карл Юнг
Швейцарският психоаналитик Карл Юнг (1875 – 1961) приема съвсем различна гледна точка — по-близка до религията. Юнг е по-загрижен за положителното оценяване на религиозния символизъм. Разглежда въпроса за съществуването на Бог като невъзможен за анализ и приема някакъв вид агностицизъм.
В добавка към личното несъзнавано Юнг постулира колективното несъзнавано, което е хранилище на паметта на човешкия род и съдържа „архетипи“ — основни образи, универсални за всички хора и независещи от конкретната култура. Нахлуването на тези образи от несъзнаваното в съзнанието се разглежда от него като основа на религиозното преживяване и често като артистично творчество. Някои от творбите на Юнг са посветени на изясняването на архетипните символи и включват неговата работа върху сравнителната митология.

#### Алфред Адлер
Австрийският психиатър Алфред Адлер (1870 – 1937) частично споделя идеите на Фройд, като подчертава ролята на целите и мотивацията в своята индивидуална психология. Една от най-известните идеи на Адлер е, че се опитваме да компенсираме малоценностите, които възприемаме в себе си. Липсата на сила лежи в основата на чувството за малоценност. Вярата в Бог произлиза от човешкия стремим към съвършенство и превъзходство. Чрез идентифицирането с Бог хората компенсират своето несъвършенство и чувство за малоценност.
Нашите идеи за Бог са важни индикатори за това как хората гледат на света. Според Адлер тези идеи се променят с течение на времето, както изобщо погледът върху света. Като илюстрация на тази теза Адлер съпоставя традиционната вяра, че хората са поставени на земята като върховно божие творение, заменена от идеята, че хората еволюират чрез естествен отбор. Възгледът за Бога като реално съществуващ е отстъпил място на абстрактно представяне на природните сили, тоест конкретната идея е била заменена с отвлчена. Според Адлер новото възприемане на Бога е толкова абстрактно и неефективно, че се проваля в опита за създаване на силно чувство за посока и цел.

#### Гордън Олпорт
В класическата си книга „Индивидът и неговата религия“ (1950) Гордън Олпорт (1897 – 1967) показва как хората могат да използват религията по различни начини. Той прави разлики между зряла религия и незряла религия. Зрялото религиозно чувство е характеризирано от Олпорт с човек, чийто подход към религията е динамичен, широко скроен и способен да поддържа връзки между непоследователностите. В противоположност на това незрялата религия е самообслужваща и основно представя негативните стереотипи, които хората имат за религията. В по-ново време това разделение е поставено в термините „вътрешна религия“, свързана с действителна, искрена, благоговейна вяра и „външна религия“, свързана с по-утилитарно използване на религията като посещението на църква, за да се придобие социален статус. Тези измерения на религията се измерват чрез скалата за религиозна ориентация на Олпорт и Рос (1967). Третата форма на религиозна ориентация е описана от Даниел Батсон. Това се свързва с лечението на религията като отворено изследване (Batson, Schoenrade & Ventis, 1993). По-точно тя се вижда от Батсон като като обхващаща готовност за виждане на религиозните съмнения в позитивен аспект, приемането, че религиозната ориентация може да промени и екзистенциалната комплексност, вярата, че нечия религиозна вяра може да бъде оформена от лични кризи, които се преживяват през живота.

#### Ерик Ериксън
Ерик Ериксън (1902 – 1994) е добре познат с теорията за психологическото развитие, което има своите корени в психоаналитичното значение на идентичността в личността. Неговите биографии на Ганди и Мартин Лутър Кинг разкриват позитивния поглед на Ериксън върху религията. Той смята религиите за важно влияние върху успешното личностно развитие, защото те са основен начин на културите да насърчават добродетелта, свързана с всеки стадий на живота. Религиозните ритуали спомагат за това развитие. Теорията на Ериксън не е извлечена от емпирично изследване, но остава влиятелна и добре приемана теория в психологическото изследване на религията.

#### Ерих Фром
Американският психоаналитик Ерих Фром (1900 – 1980) модифицира фройдистката теория и създава по-комплексен поглед върху функциите на религията. Част от модификацията е възгледа, че Едиповия комплекс е основан не толкова на сексуалността, колкото на „по-дълбоко желание“, а именно, детското желание да се остане привързан към защитаващи фигури. Правилната религия, според оценка на Фром, може принципно да благоприятства развитието на потенциала на индивида, но религията на практика е насочена към превръщането на индивида в невротичен.
Според Ерих Фром, хората имат нужда от рамка за ориентация. Религията очевидно изпълнява тази нужда. Като последица хората се нуждаят от отговор на въпроса, че няма друг източник на знание, който да има отговор, който само религия изглежда може да даде. Обаче чувството за свободна воля трябва да бъде дадено, за да бъде религията здравословна. Авторитарната идея за религия е вредна.

#### Рудолф Ото
Рудолф Ото (1869 – 1937) е германски протестантски теолог и учен в областта на сравнителната религия. Най-известната работа на Ото „Идеята за свещеното“ (публикувана за първи път през 1917 като „Das Heilige“), дефинира концепцията за свещеното, което е вдъхващо страхопочитание. Ото обяснява нуминозното като „нерационално, несензорно прижевяване или чувство, чиито основен и близък предмет е извън себе си“. Това е мистерия (на латински: mysterium tremendum), която е и пленителна, и ужасяваща в същото време; Мистерия, която причинява трепети и чарр, опитваща се да обясни неизразимото и може би свръхестествената емоционална реакция на чудото, рисувайки ни привидно обикновено и/или религиозно преживяване на благоговение. Това чувство за емоционално чудо е доказателство за корена на всички религиозни преживявания. Чрез това емоционално чудо, ние отваряме нашия рационален ум за нерационални възможности.

### Съвременни мислители

#### Джеймс Хилман
Обратно на подхода на Уилям Джеймс за обясняване на религията чрез психологията, Джеймс Хилман в книгата си „Ревизиониране на психологията“ прави опит да анализира психологията като разновидност на религиозния опит и стига до следното заключение: „Психологията като религия съдържа всички психологически събития като ефекти на Бога в душата.“

## Ефекти на медитацията
Голямото разнообразие от медитативни техники има обща цел с промяна на вниманието от обичайното, привичното в моделите на мислене и възприятие, с цел да се даде възможност за едно по-различно възприятие. Множество религиозни и духовни традиции, които прилагат медитацията приемат, че светът, който повечето от нас възприемат е илюзия. Тази илюзия се дължи от обичайния модел на разделяне, класифициране и етикиране на нашите лични опитности и преживявания. Но медитацията е и емпирична, тя включва директна опитност, макар че е и субективна – тя може да бъде усетена конкретно само от самия медитиращ и за това е трундно да бъде описана или разказана с думи.
Медитацията с концентрация може да предизвика алтернативно състояние на съзнанието, характеризирано от невъвлеченост на съзнаването към външни стимули, едно-посочно внимание вътре в себе си или към определен медитативен обект, като се изключват други и външно стимулирани мисли, чувсвства, това може да е усещане за пълно щастие и блаженство.

## По-нататъшно четене
- Панчовски, Иван. Психология на религията. София, 1943.
- Fontana, D., Psychology, Religion and Spirituality, Oxford, Blackwell, 2003.
- Fuller, A. R. (1994). Psychology & religion: Eight points of view (3rd ed.). Lanham, MD: Littlefield Adams. ISBN 0-8226-3036-2.
- Hood, R. W. Jr., Spilka, B., Hunsberger, B., & Gorsuch, R. (1996). The psychology of religion: An empirical approach. New York: Guilford. ISBN 1-57230-116-3
- Levin, J., God, Faith and Health: Exploring the Spirituality-Health Connection, New York, Wiley, 2001.
- Loewenthal, K. M., Psychology of Religion: A Short Introduction, Oxford, Oneworld, 2000.
- Meissner, W., Psychoanalysis and Religious Experience, London and New Haven, Yale University Press, 1984.
- Paloutzian, R. (1996). Invitation to the Psychology of Religion, 2nd Ed. New York: Allyn and Bacon. ISBN 0-205-14840-9.
- Roberts, T. B. (editor) (2001). Psychoactive Sacramentals: Essays on Entheogens and Religion. San Francosco: Council on Spiritual Practices.
- Roberts, T. B., and Hruby, P. J. (1995 – 2002). Religion and Psychoactive Sacraments An Entheogen Chrestomathy Архив на оригинала от 2007-11-11 в Wayback Machine..
- Roberts, T. B. „Chemical Input—Religious Output: Entheogens.“ Chapter 10 in Where God and Science Meet: Vol. 3: The Psychology of Religious Experience Robert McNamara (editor)(2006). Westport, CT: Praeger/Greenwood.
- Wulff, D. M. (1997). Psychology of religion: Classic and contemporary (2nd ed.). New York: John Wiley. ISBN 0-471-03706-0.
- Zych Adam A.: (2012). Pomiędzy wiarą a zwątpieniem: Wprowadzenie do psychologii religii, Kraków: IMPULS. ISBN 978-83-7587-286-6.